# ITF Women’s Circuit 2014 (April–Juni)
In den folgenden Tabellen werden die Tennisturniere des zweiten Quartals des ITF Women’s Circuit 2014 dargestellt.

## Turnierplan
| Kategorien |
| ---------- |
| $100.000   |
| $75.000    |
| $50.000    |
| $25.000    |
| $15.000    |
| $10.000    |

### April
| Datum 1 | Turnierort                                                        | Siegerin Einzel        | Siegerinnen Doppel                            |
| ------- | ----------------------------------------------------------------- | ---------------------- | --------------------------------------------- |
| 07.04.  | Pelham Legacy Credit Union Women’s $25,000 Pro Circuit Challenger | Laura Siegemund        | Danielle Lao Keri Wong                        |
| 07.04.  | Melbourne                                                         | Zuzana Zlochová        | Jessica Moore Aleksandrina Najdenowa          |
| 07.04.  | Dakar                                                             | Conny Perrin           | Chanel Simmonds Emily Webley-Smith            |
| 07.04.  | São José do Rio Preto                                             | Gabriela Cé            | Maria Fernanda Alves Paula Cristina Gonçalves |
| 07.04.  | Bol                                                               | Wiktorija Tomowa       | Ágnes Bukta Wiktorija Tomowa                  |
| 07.04.  | Scharm El-Scheich                                                 | Elena-Teodora Cadar    | Kristýna Hrabalová Vivien Juhászová           |
| 07.04.  | Iraklio                                                           | Tereza Martincová      | Magali Kempen Elke Lemmens                    |
| 07.04.  | Chennai                                                           | Prarthana Thombare     | Sharrmadaa Baluu Rishika Sunkara              |
| 07.04.  | Pula                                                              | Jeļena Ostapenko       | Mana Ayukawa Jeļena Ostapenko                 |
| 07.04.  | Schymkent                                                         | Jekaterina Kljujewa    | Jekaterina Kljujewa Sofia Smagina             |
| 07.04.  | Antalya                                                           | İpek Soylu             | Cemre Anıl Kotomi Takahata                    |
| 07.04.  | Gloucester                                                        | Bernarda Pera          | Lucy Brown Hilda Melander                     |
| 14.04.  | Dothan                                                            | Grace Min              | Anett Kontaveit Ilona Kremen                  |
| 14.04.  | Qarshi                                                            | Tereza Smitková        | Albina Xabibulina Anastasija Wassyljewa       |
| 14.04.  | Scharm El-Scheich                                                 | Nuria Párrizas Díaz    | Katy Dunne Anna Morgina                       |
| 14.04.  | Iraklio                                                           | Pernilla Mendesová     | Natela Dzalamidze Valentini Grammatikopoulou  |
| 14.04.  | Pula                                                              | Andreea Mitu           | Stefana Andrei Andreea Mitu                   |
| 14.04.  | Schymkent                                                         | Anastasia Rudakova     | Diana Bogoliy Margarita Lasarewa              |
| 14.04.  | Antalya                                                           | Bibiane Schoofs        | Kotomi Takahata Tina Tehrani                  |
| 21.04.  | Seoul                                                             | Misaki Doi             | Chan Chin-wei Chuang Chia-jung                |
| 21.04.  | Istanbul                                                          | Denisa Allertová       | Petra Krejsová Tereza Smitková                |
| 21.04.  | Charlottesville                                                   | Taylor Townsend        | Asia Muhammad Taylor Townsend                 |
| 21.04.  | Nanning                                                           | Xu Yifan               | Han Xinyun Zhang Kailin                       |
| 21.04.  | Chiasso ITF Women’s Circuit Chiasso Open                          | Lucie Hradecká         | Chiara Grimm Jil Belen Teichmann              |
| 21.04.  | Namangan                                                          | Naomi Broady           | Jewgenija Paschkowa Hanna Posnichirenko       |
| 21.04.  | Scharm El-Scheich                                                 | Amy Bowtell            | Harriet Dart Katy Dunne                       |
| 21.04.  | Iraklio                                                           | Maria Sakkari          | Polina Leikina Despina Papamichail            |
| 21.04.  | Pula                                                              | Jeļena Ostapenko       | Rosalie van der Hoek Jeļena Ostapenko         |
| 21.04.  | Bangkok                                                           | Yurina Koshino         | Yurina Koshino Chihiro Nunome                 |
| 21.04.  | Antalya                                                           | Eleanor Dean           | Victoria Rodríguez Marcela Zacarías           |
| 28.04.  | Gifu Kangaroo Cup International Ladies Open Tennis                | Tímea Babos            | Jarmila Gajdošová Arina Rodionova             |
| 28.04.  | Anning                                                            | Zheng Saisai           | Han Xinyun Zhang Kailin                       |
| 28.04.  | Indian Harbour Beach                                              | Taylor Townsend        | Asia Muhammad Taylor Townsend                 |
| 28.04.  | Wiesbaden Wiesbaden Tennis Open                                   | Jekaterina Alexandrowa | Viktorija Golubic Diāna Marcinkēviča          |
| 28.04.  | Seoul                                                             | Kateřina Vaňková       | Liu Chang Tian Ran                            |
| 28.04.  | Scharm El-Scheich                                                 | Nina Stojanović        | Katie Boulter Nina Stojanović                 |
| 28.04.  | Pula                                                              | Jeļena Ostapenko       | Diana Buzean Claudia Giovine                  |
| 28.04.  | Bangkok                                                           | Michika Ozeki          | Nungnadda Wannasuk Varunya Wongteanchai       |
| 28.04.  | Antalya                                                           | Anna Bondár            | Victoria Rodríguez Marcela Zacarías           |
| 28.04.  | Andijon                                                           | Polina Monowa          | Albina Xabibulina Weronika Kudermetowa        |

### Mai
| Datum 1 | Turnierort                                                     | Siegerin Einzel           | Siegerinnen Doppel                          |
| ------- | -------------------------------------------------------------- | ------------------------- | ------------------------------------------- |
| 05.05.  | Cagnes-sur-Mer Open GDF Suez de Cagnes-sur-Mer Alpes-Maritimes | Sharon Fichman            | Kiki Bertens Johanna Larsson                |
| 05.05.  | Trnava Details                                                 | Anna Karolína Schmiedlová | Stephanie Vogt Zheng Saisai                 |
| 05.05.  | Fukuoka                                                        | Naomi Broady              | Shuko Aoyama Eri Hozumi                     |
| 05.05.  | Incheon                                                        | Susanne Celik             | Han Na-lae Yoo Mi                           |
| 05.05.  | Tunis                                                          | Ons Jabeur                | Andrea Gámiz Walerija Sawinych              |
| 05.05.  | Raleigh                                                        | Heidi El Tabakh           | Hsu Chieh-yu Alexandra Mueller              |
| 05.05.  | Bol                                                            | Lara Michel               | Pernilla Mendesová Patricia Maria Țig       |
| 05.05.  | Scharm El-Scheich                                              | Katie Boulter             | Katie Boulter Nina Stojanović               |
| 05.05.  | Hyderabad                                                      | Prarthana Thombare        | Sharrmadaa Baluu Rishika Sunkara            |
| 05.05.  | Pula                                                           | Diana Buzean              | Federica Arcidiacono Martina Spigarelli     |
| 05.05.  | Båstad                                                         | Conny Perrin              | Kim Grajdek Maria Sakkari                   |
| 05.05.  | Bangkok                                                        | Xun Fangying              | Nungnadda Wannasuk Varunya Wongteanchai     |
| 05.05.  | Antalya                                                        | Marcela Zacarías          | Victoria Rodríguez Marcela Zacarías         |
| 12.05.  | Prag Sparta Prague Open                                        | Heather Watson            | Lucie Hradecká Michaëlla Krajicek           |
| 12.05.  | Saint-Gaudens                                                  | Danka Kovinić             | Verónica Cepede Royg María Irigoyen         |
| 12.05.  | Kurume                                                         | Wang Qiang                | Jarmila Gajdošová Arina Rodionova           |
| 12.05.  | Bol                                                            | Lara Michel               | Ema Mikulčić Wiktorija Tomowa               |
| 12.05.  | Scharm El-Scheich                                              | Polina Leikina            | Lisa Sabino Nina Stojanović                 |
| 12.05.  | Acre                                                           | Anastassija Pribylowa     | Saray Sterenbach Talya Zandberg             |
| 12.05.  | Pula                                                           | Yuliana Lizarazo          | Yuliana Lizarazo Alice Matteucci            |
| 12.05.  | Zielona Góra                                                   | Natela Dzalamidze         | Natela Dzalamidze Natalia Siedliska         |
| 12.05.  | Monzón                                                         | Janina Toljan             | Ariadna Martí Riembau Marta Sexmilo Pascual |
| 12.05.  | Båstad                                                         | Maria Sakkari             | Carolin Daniels Olga Ianchuk                |
| 12.05.  | Sousse                                                         | Ana Sofía Sánchez         | Chantal Škamlová Awgusta Zybyschewa         |
| 12.05.  | Antalya                                                        | Océane Dodin              | Alexa Guarachi Kate Turvy                   |
| 19.05.  | Tianjin                                                        | Wang Qiang                | Liu Chang Tian Ran                          |
| 19.05.  | Karuizawa                                                      | Jang Su-jeong             | Junri Namigata Akiko Yonemura               |
| 19.05.  | Bol                                                            | Patricia Maria Țig        | Emma Laine Jewgenija Paschkowa              |
| 19.05.  | Scharm El-Scheich                                              | Anastasiya Saitova        | Elena-Teodora Cadar Anna Morgina            |
| 19.05.  | Ramla                                                          | Barbora Štefková          | Margarita Lasarewa Barbora Štefková         |
| 19.05.  | Caserta                                                        | Isabella Shinikova        | Samantha Harris Sally Peers                 |
| 19.05.  | Velenje                                                        | Tamara Zidanšek           | Lenka Kunčíková Karolína Stuchlá            |
| 19.05.  | Sousse                                                         | Chantal Škamlová          | Alexandra Nancarrow Olga Parres Azcoitia    |
| 19.05.  | Antalya                                                        | Janina Toljan             | Anita Husarić Francesca Palmigiano          |
| 19.05.  | Sumter                                                         | Brooke Austin             | Sophie Chang Andie Daniell                  |
| 26.05.  | Zhengzhou                                                      | Zhang Kailin              | Chan Chin-wei Liang Chen                    |
| 26.05.  | Balikpapan                                                     | Zhu Lin                   | Michika Ozeki Peangtarn Plipuech            |
| 26.05.  | Grado                                                          | Gioia Barbieri            | Verónica Cepede Royg Stephanie Vogt         |
| 26.05.  | Moskau                                                         | Anastasija Wassyljewa     | Anna Danilina Xenia Knoll                   |
| 26.05.  | Maribor                                                        | Kateřina Siniaková        | Barbora Krejčíková Kateřina Siniaková       |
| 26.05.  | Changwon                                                       | Hong Hyun-hui             | Chuang Chia-jung Junri Namigata             |
| 26.05.  | Buchara                                                        | Oqgul Omonmurodova        | Weronika Kapschaj Sabina Sharipova          |
| 26.05.  | Bol                                                            | Nadia Podoroska           | Bianca Botto Emma Laine                     |
| 26.05.  | Scharm El-Scheich                                              | Susanne Celik             | Susanne Celik Eleni Kordolaimi              |
| 26.05.  | Netanja                                                        | Barbora Štefková          | Pia König Barbora Štefková                  |
| 26.05.  | Sibiu                                                          | Patricia Maria Țig        | Camelia Hristea Oana Georgeta Simion        |
| 26.05.  | Sun City                                                       | Michelle Sammons          | Michelle Sammons Chanel Simmonds            |
| 26.05.  | Sousse                                                         | Ana Sofía Sánchez         | Lou Brouleau Brandy Mina                    |
| 26.05.  | Tarsus                                                         | Anastassija Piwowarowa    | Anita Husarić Kimberley Zimmermann          |
| 26.05.  | Hilton Head Island                                             | Caitlin Whoriskey         | Sonja Molnar Caitlin Whoriskey              |

### Juni
| Datum 1 | Turnierort                                                                                           | Siegerin Einzel         | Siegerinnen Doppel                                  |
| ------- | --- | ----------------------- | --------------------------------------------------- |
| 02.06.  | Marseille Open Féminin de Marseille                                                                  | Alexandra Dulgheru      | Lourdes Domínguez Lino Beatriz García Vidagany      |
| 02.06.  | Nottingham Aegon Trophy                                                                              | Kristýna Plíšková       | Jocelyn Rae Anna Smith                              |
| 02.06.  | Brescia                                                                                              | Aljaksandra Sasnowitsch | Sanaz Marand Florencia Molinero                     |
| 02.06.  | La Marsa                                                                                             | Andrea Gámiz            | Andrea Gámiz Walerija Sawinych                      |
| 02.06.  | El Paso                                                                                              | Elise Mertens           | Jamie Loeb Ashley Weinhold                          |
| 02.06.  | Sarajevo                                                                                             | Wiktorija Tomowa        | Barbora Krejčíková Wiktorija Tomowa                 |
| 02.06.  | Campos do Jordão                                                                                     | Laura Pigossi           | Laura Pigossi Nathalia Rossi                        |
| 02.06.  | Bol                                                                                                  | Bianca Botto            | Lenka Kunčíková Karolína Stuchlá                    |
| 02.06.  | Scharm El-Scheich                                                                                    | Elena-Teodora Cadar     | Susanne Celik Eleni Kordolaimi                      |
| 02.06.  | Budapest                                                                                             | Pernilla Mendesová      | Sofía Blanco Adrijana Lekaj                         |
| 02.06.  | Tarakan                                                                                              | Zhu Lin                 | Varatchaya Wongteanchai Varunya Wongteanchai        |
| 02.06.  | Tokio                                                                                                | Mana Ayukawa            | Mana Ayukawa Makoto Ninomiya                        |
| 02.06.  | Pachuca                                                                                              | Carolina Betancourt     | Wera Aleschtschewa Ayaka Okuno                      |
| 02.06.  | Kasan                                                                                                | Alena Tarassowa         | Margarita Lasarewa Lidsija Marosawa                 |
| 02.06.  | Sun City                                                                                             | Ilze Hattingh           | Agata Barańska Stephanie Kent                       |
| 02.06.  | Madrid                                                                                               | Olga Sáez Larra         | Silvia García Jiménez Olga Sáez Larra               |
| 02.06.  | Adana                                                                                                | İpek Soylu              | Başak Eraydın İpek Soylu                            |
| 09.06.  | Nottingham                                                                                           | Jarmila Gajdošová       | Jarmila Gajdošová Arina Rodionova                   |
| 09.06.  | Essen Details                                                                                        | Mandy Minella           | Kristina Barrois Tatjana Maria                      |
| 09.06.  | Budapest                                                                                             | Denisa Allertová        | Réka-Luca Jani Irina Chromatschowa                  |
| 09.06.  | Padua                                                                                                | Louisa Chirico          | Gioia Barbieri Sopia Schapatawa                     |
| 09.06.  | Fergana                                                                                              | Nigina Abduraimova      | Hiroko Kuwata Mari Tanaka                           |
| 09.06.  | Villa del Dique                                                                                      | Julieta Lara Estable    | Carolina M. Alves Constanza Vega                    |
| 09.06.  | Minsk                                                                                                | Chloé Paquet            | Lidsija Marosawa Sviatlana Pirazhenka               |
| 09.06.  | Banja Luka                                                                                           | Barbora Štefková        | Gabriela Pantůčková Barbora Štefková                |
| 09.06.  | Bol                                                                                                  | Nadia Podoroska         | Lenka Kunčíková Karolína Stuchlá                    |
| 09.06.  | Scharm El-Scheich                                                                                    | Elena-Teodora Cadar     | Anna Morgina Caroline Rohde-Moe                     |
| 09.06.  | Surakarta                                                                                            | Zhu Lin                 | Nadia Ravita Aldila Sutjiadi                        |
| 09.06.  | Kashiwa                                                                                              | Riko Sawayanagi         | Yuki Kristina Chiang Aki Yamasoto                   |
| 09.06.  | Coatzacoalcos                                                                                        | Marcela Zacarías        | Camila Fuentes Marcela Zacarías                     |
| 09.06.  | Amstelveen                                                                                           | Quirine Lemoine         | Bernarda Pera Wiktorija Tomowa                      |
| 09.06.  | Sun City                                                                                             | Chanel Simmonds         | Michelle Sammons Chanel Simmonds                    |
| 09.06.  | Madrid                                                                                               | Lucía Cervera Vázquez   | Yvonne Cavallé Reimers Lucía Cervera Vázquez        |
| 09.06.  | Adana                                                                                                | Elke Lemmens            | Elke Lemmens Anette Munozova                        |
| 16.06.  | Minsk                                                                                                | Irina Chromatschowa     | Irina Chromatschowa Ilona Kremen                    |
| 16.06.  | Montpellier                                                                                          | Eliza Kostowa           | Inés Ferrer Suárez Sara Sorribes Tormo              |
| 16.06.  | Ystad                                                                                                | Nastja Kolar            | Nastja Kolar Yvonne Neuwirth                        |
| 16.06.  | Lenzerheide Lenzerheide Open                                                                         | Jelisaweta Kulitschkowa | Louisa Chirico Sanaz Marand                         |
| 16.06.  | Přerov                                                                                               | Barbora Krejčíková      | Chantal Škamlová Barbora Štefková                   |
| 16.06.  | Villa María                                                                                          | Sofía Luini             | Sofía Luini Ana Madcur                              |
| 16.06.  | Victoria                                                                                             | Sonja Molnar            | Ayan Broomfield Maria Patrascu                      |
| 16.06.  | Scharm El-Scheich                                                                                    | Despina Papamichail     | Arabela Fernández Rabener Despina Papamichail       |
| 16.06.  | Civitavecchia                                                                                        | Polina Leikina          | Martina Caregaro Anna Floris                        |
| 16.06.  | Astana                                                                                               | Sopia Kwazabaia         | Sopia Kwazabaia Ana Veselinović                     |
| 16.06.  | Quintana Roo                                                                                         | Victoria Rodríguez      | Anamika Bhargava Allie Will                         |
| 16.06.  | Alkmaar                                                                                              | Catherine Chantraine    | Beatriz Haddad Maia Bernarda Pera                   |
| 16.06.  | Galați                                                                                               | Elena Bogdan            | Camelia Hristea Patricia Maria Țig                  |
| 16.06.  | Niš                                                                                                  | Maria Sakkari           | Alexandra Nancarrow Maria Sakkari                   |
| 16.06.  | Gimcheon                                                                                             | Lee Ye-ra               | Kim So-jung Lee Ye-ra                               |
| 16.06.  | Taipei                                                                                               | Lee Ya-hsuan            | Kao Shao-yuan Lee Pei-chi                           |
| 16.06.  | Istanbul                                                                                             | İpek Soylu              | Ayla Aksu İpek Soylu                                |
| 16.06.  | Bethany Beach                                                                                        | Katerina Stewart        | Lena Litvak Alexandra Mueller                       |
| 23.06.  | Xi’an                                                                                                | Duan Yingying           | Lu Jiajing Wang Yafan                               |
| 23.06.  | Périgueux                                                                                            | Cindy Burger            | Andrea Gámiz Sara Sorribes Tormo                    |
| 23.06.  | Stuttgart Internationale Württembergische Damen-Tennis-Meisterschaften um den Stuttgarter Stadtpokal | Mariana Duque Mariño    | Viktorija Golubic Laura Siegemund                   |
| 23.06.  | Siófok                                                                                               | Denisa Allertová        | Denisa Allertová Chantal Škamlová                   |
| 23.06.  | Kristinehamn                                                                                         | Ysaline Bonaventure     | Kateryna Bondarenko Cornelia Lister                 |
| 23.06.  | Breda                                                                                                | Bernarda Pera           | Natela Dzalamidze Sviatlana Pirazhenka              |
| 23.06.  | Scharm El-Scheich                                                                                    | Jan Abaza               | Magali Kempen Anna Morgina                          |
| 23.06.  | Rom                                                                                                  | Ludmilla Samsonova      | Lisa Sabino Alice Savoretti                         |
| 23.06.  | Astana                                                                                               | Vlada Ekshibarova       | Albina Xabibulina Jekaterina Kljujewa               |
| 23.06.  | Quintana Roo                                                                                         | Ana Sofía Sánchez       | Anamika Bhargava Allie Will                         |
| 23.06.  | Amarante                                                                                             | Océane Dodin            | Anastassija Komardina Valeriya Strakhova            |
| 23.06.  | Bukarest                                                                                             | Cristina Ene            | Raluca Elena Platon Cristina-Madalina Stancu        |
| 23.06.  | Prokuplje                                                                                            | Elizaveta Ianchuk       | Lina Gjorcheska Alexandra Nancarrow                 |
| 23.06.  | Gimcheon                                                                                             | Lee Ye-ra               | Kim So-jung Lee Ye-ra                               |
| 23.06.  | Melilla                                                                                              | Lucía Cervera Vázquez   | Lucía Cervera Vázquez Olga Parres Azcoitia          |
| 23.06.  | Bangkok                                                                                              | Elise Mertens           | Yumi Miyazaki Kotomi Takahata                       |
| 23.06.  | Konya                                                                                                | Melis Sezer             | Margarita Lasarewa Melis Sezer                      |
| 23.06.  | Charlotte                                                                                            | Katerina Stewart        | Lena Litvak Alexandra Mueller                       |
| 30.06.  | Contrexéville Details                                                                                | Irina-Camelia Begu      | Alexandra Panowa Laura Thorpe                       |
| 30.06.  | Versmold Details                                                                                     | Kateryna Koslowa        | Gabriela Dabrowski Mariana Duque Mariño             |
| 30.06.  | Denain                                                                                               | Andreea Mitu            | Paula Cristina Gonçalves Florencia Molinero         |
| 30.06.  | Middelburg                                                                                           | Jewgenija Rodina        | Angelique van der Meet Bernice van de Velde         |
| 30.06.  | Toruń                                                                                                | Barbora Krejčíková      | Martina Borecká Martina Kubičíková                  |
| 30.06.  | Brüssel                                                                                              | Klaartje Liebens        | Alice Matteucci Camilla Rosatello                   |
| 30.06.  | Scharm El-Scheich                                                                                    | Eleni Kordolaimi        | Jan Abaza Ola Abou Zekry                            |
| 30.06.  | Todi                                                                                                 | Alice Savoretti         | Deborah Chiesa Beatrice Lombardo                    |
| 30.06.  | Astana                                                                                               | Vlada Ekshibarova       | Wiktoryja Mun Mariia Tcakanian                      |
| 30.06.  | Quintana Roo                                                                                         | Ana Sofía Sánchez       | Loreto Alonso Martínez María Fernanda Navarro Oliva |
| 30.06.  | Prokuplje                                                                                            | Alexandra Nancarrow     | Lina Gjorcheska Alexandra Nancarrow                 |
| 30.06.  | Gimcheon                                                                                             | Lee So-ra               | Choi Ji-hee Makoto Ninomiya                         |
| 30.06.  | Bangkok                                                                                              | Elise Mertens           | Miyu Katō Akiko Omae                                |
| 30.06.  | Istanbul                                                                                             | Clothilde de Bernardi   | Başak Eraydın Melis Sezer                           |